# Ricardo Bochini
Ricardo Enrique Bochini (Zárate, 25 gennaio 1954) è un ex calciatore argentino di ruolo centrocampista, campione del mondo con la Nazionale argentina nel 1986.
Tra i migliori centrocampisti offensivi nella storia del calcio argentino, è stato uno degli idoli di Diego Armando Maradona. Con l'Independiente ha vinto quattro campionati argentini, cinque Libertadores (1972, 1973, 1974, 1975 e 1984), tre Interamericane (1972, 1974 e 1975) e due Intercontinentali (1973 e 1984).
Nel 2022 gli viene conferito il One Club Man Award, riconoscimento per calciatori e calciatrici istituito e assegnato dalla società di calcio basca dell'Athletic Bilbao, per aver legato tutta la sua carriera al club Independiente.

## Carriera

### Club
Di origini italiane avendo il nonno originario di Palermo, dal 1972 al 1991 giocò nell'Independiente. Fu membro della squadra nell'"Era d'Oro", il periodo più vittorioso per l'Independiente, che vinse otto titoli internazionali (di cui quattro Cope Libertadores) e quattro campionati.
El Bocha giocò 634 gare di campionato, segnando 97 gol. Detiene il record del maggior numero di gare giocate per una sola squadra nel massimo campionato argentino.
La squadra argentina di quinta divisione del Barracas Bolívar decise di fargli giocare qualche minuto in una gara ufficiale tenutasi il 27 febbraio 2007, sedici anni dopo il suo ritiro, come riconoscimento alla sua carriera.

### Nazionale
Bochini fece parte della Nazionale argentina che vinse il campionato del mondo 1986: in quella rassegna, però, Bochini giocò soltanto per pochi minuti nella semifinale contro il Belgio.

## Palmarès

### Club

#### Competizioni nazionali
- Campionato argentino: 4

Independiente: Nacional 1977, Nacional 1978, Metropolitano 1983, 1988-1989

#### Competizioni internazionali
- Coppa Libertadores: 5

Independiente: 1972, 1973, 1974, 1975, 1984
- Coppa Interamericana: 3

Independiente: 1972, 1974, 1975
- Coppa Intercontinentale: 2

Independiente: 1973, 1984

### Nazionale
- Campionato mondiale: 1

Messico 1986

### Individuale
- Calciatore argentino dell'anno: 1

1983
- Equipo Ideal de América: 1

1989
- One Club Man Award: 2022[6]

### Videografia
- Federico Ferri e Federico Buffa, Storie di Campioni - Buffa Racconta: Alfredo Di Stéfano, Sky Sport, 2015.